# Ascoclavulina
Ascoclavulina is een monotypisch geslacht van schimmels uit de orde Helotiales. Het bevat alleen de soort Ascoclavulina sakaii. Het geslacht is nog niet eenduidig in een familie geplaatst (incertae sedis). 